# Europa-Nævnet
Europa-Nævnet (tidligere kaldet Nævnet vedrørende EU-oplysning og Nævnet for Fremme af Debat og Oplysning om Europa) er et nævn, der er nedsat af Folketinget til at støtte oplysningsarbejde om Den Europæiske Union (EU).  Nævnet blev nedsat første gang efter afstemningen om Maastricht-traktaten i 1992. Målet er at ruste danskerne til at tage stilling til europapolitiske spørgsmål gennem upartisk at støtte oplysnings- og debatskabende initiativer i den danske offentlighed.
Udover at støtte partier og bevægelser, der stiller op til Europa-Parlamentet, støtter nævnet også en række bevægelser og oplysningsforbund med en tre-årlig bevilling. Blandt andet støttes: Udfordring Europa, Nyt Europa, Demokrati i Europa, Den Danske Europabevægelse og Forbundet mod Unionen.
| Politik | Spire Denne artikel om politik og ideologi er en spire som bør udbygges. Du er velkommen til at hjælpe Wikipedia ved at udvide den. |